# Final da Taça dos Clubes Campeões Europeus de 1963-64
A Final da Taça dos Clubes Campeões Europeus de 1963-64 foi um jogo de futebol jogado no Prater Stadion, em Viena, em 27 de maio de 1964, para determinar o vencedor da Liga dos Campeões de 1963-64. 
Foi disputado pelos italianos da Inter de Milão e o Real Madrid, cinco vezes campeão da Liga dos Campeões. A Inter ganhou o jogo por 3 a 1, com golos de Sandro Mazzola (2) e Aurelio Milani, dando-lhes o seu primeiro título da Liga dos Campeões; Felo marcou o único gol do Real Madrid no jogo.

## Caminho para a final
| Inter de Milão    | Inter de Milão | Inter de Milão | Inter de Milão | Fase             | Real Madrid         | Real Madrid | Real Madrid | Real Madrid |
| ----------------- | -------------- | -------------- | -------------- | ---------------- | ------------------- | ----------- | ----------- | ----------- |
| Oponente          | Total          | 1º jogo        | 2º jogo        |                  | Oponente            | Total       | 1º jogo     | 2º jogo     |
| Everton           | 1–0            | 0–0 (F)        | 1–0 (C)        | Primeira fase    | Rangers             | 7–0         | 1–0 (F)     | 6–0 (C)     |
| Monaco            | 4–1            | 1–0 (C)        | 3–1 (F)        | Segunda fase     | Dínamo de Bucareste | 8–4         | 3–1 (F)     | 5–3 (C)     |
| Partizan Belgrado | 4–1            | 2–0 (F)        | 2–1 (C)        | Quartas-de-final | Milan               | 4–3         | 4–1 (C)     | 0–2 (F)     |
| Borussia Dortmund | 4–2            | 2–2 (F)        | 2–0 (C)        | Semifinais       | Zurique             | 8-1         | 2–1 (F)     | 6–0 (C)     |

## O Jogo

### Detalhes
| 27 de Maio de 1964 | Inter de Milão                | 3 – 1 | Real Madrid | Praterstadion, Viena                 |
|                    | Mazzola 43', 76' · Milani 61' |       | Felo 70'    | Público: 71,333 Árbitro: Josef Stoll |

| Inter de Milão | Real Madrid |

| GK              | 1  | Giuliano Sarti     |
| RB              | 2  | Tarcisio Burgnich  |
| LB              | 3  | Giacinto Facchetti |
| DM              | 4  | Carlo Tagnin       |
| DF              | 5  | Aristide Guarneri  |
| SW              | 6  | Armando Picchi (c) |
| RW              | 7  | Jair da Costa      |
| MF              | 8  | Sandro Mazzola     |
| FW              | 9  | Aurelio Milani     |
| MF              | 10 | Luis Suárez        |
| LW              | 11 | Mario Corso        |
| Manager:        |    |                    |
| Helenio Herrera |    |                    |

| GK           | 1  | José Vicente        |
| RB           | 2  | Isidro Sánchez      |
| LB           | 3  | Pachín              |
| MF           | 4  | Lucien Muller       |
| DF           | 5  | José Santamaría     |
| DF           | 6  | Ignacio Zoco        |
| RW           | 7  | Amancio Amaro       |
| FW           | 8  | Felo                |
| FW           | 9  | Alfredo Di Stéfano  |
| FW           | 10 | Ferenc Puskás       |
| LW           | 11 | Francisco Gento (c) |
| Manager:     |    |                     |
| Miguel Muñoz |    |                     |